# Mjöasjön (Öxabäcks socken, Västergötland)
Mjöasjön är en sjö i Marks kommun och Svenljunga kommun i Västergötland och ingår i Ätrans huvudavrinningsområde. Sjön är 23 meter djup, har en yta på 0,71 kvadratkilometer och befinner sig 169 meter över havet. Sjön avvattnas av vattendraget Mjöaån. Vid provfiske har abborre, gädda och sik fångats i sjön.

## Delavrinningsområde
Mjöasjön ingår i det delavrinningsområde (636217-132310) som SMHI kallar för Mynnar i Högvadsån. Medelhöjden är 181 meter över havet och ytan är 21,33 kvadratkilometer. Det finns inga avrinningsområden uppströms utan avrinningsområdet är högsta punkten. Mjöaån som avvattnar avrinningsområdet har biflödesordning 3, vilket innebär att vattnet flödar genom totalt 3 vattendrag innan det når havet efter 68 kilometer. Avrinningsområdet består mestadels av skog (77 %). Avrinningsområdet har 1,99 kvadratkilometer vattenytor vilket ger det en sjöprocent på 9,3 %. Bebyggelsen i området täcker en yta av 0,56 kvadratkilometer eller 3 % av avrinningsområdet.